# Мастанг (Тексас)
Мастанг (енгл. Mustang) град је у америчкој савезној држави Тексас. По попису становништва из 2010. у њему је живело 21 становника.

## Демографија
Према попису становништва из 2010. у граду је живело 21 становника, што је 26 (55,3%) становника мање него 2000. године.
| Група             | 2000.      | 2010.      |
| Белци             | 42 (89,4%) | 17 (81,0%) |
| Афроамериканци    | 4 (8,5%)   | 4 (19,0%)  |
| Азијати           | 0 (0,0%)   | 0 (0,0%)   |
| Хиспаноамериканци | 0 (0,0%)   | 0 (0,0%)   |
| Укупно            | 47         | 21         |